# 플릭티도카르파
플릭티도카르파(phlyctidocarpa, 학명: Phlyctidocarpa flava 플릭티도카르파 플라바[*])는 미나리아과의 단형 족인 플릭티도카르파족(phlyctidocarpa族, 학명: Phlyctidocarpeae 플릭티도카르페아이[*])의 단형 속인 플릭티도카르파속(phlyctidocarpa屬, 학명: Phlyctidocarpa 플릭티도카르파[*])에 속하는 유일한 종이다. 나미비아에 분포한다.